# Waashof
Waashof ist ein Gemeindeteil der Gemeinde Feldkirchen im niederbayerischen Landkreis Straubing-Bogen.
Die Einöde mit zwei Wohngebäuden (2021) liegt an der Hochstraße gut drei Kilometer südlich von Feldkirchen an der Grenze zur Gemarkung Obersunzing in der Gemeinde Leiblfing. Bei der Volkszählung 1987 war Waashof kein amtlich benannter Gemeindeteil.